# Chladnische Klangfigur

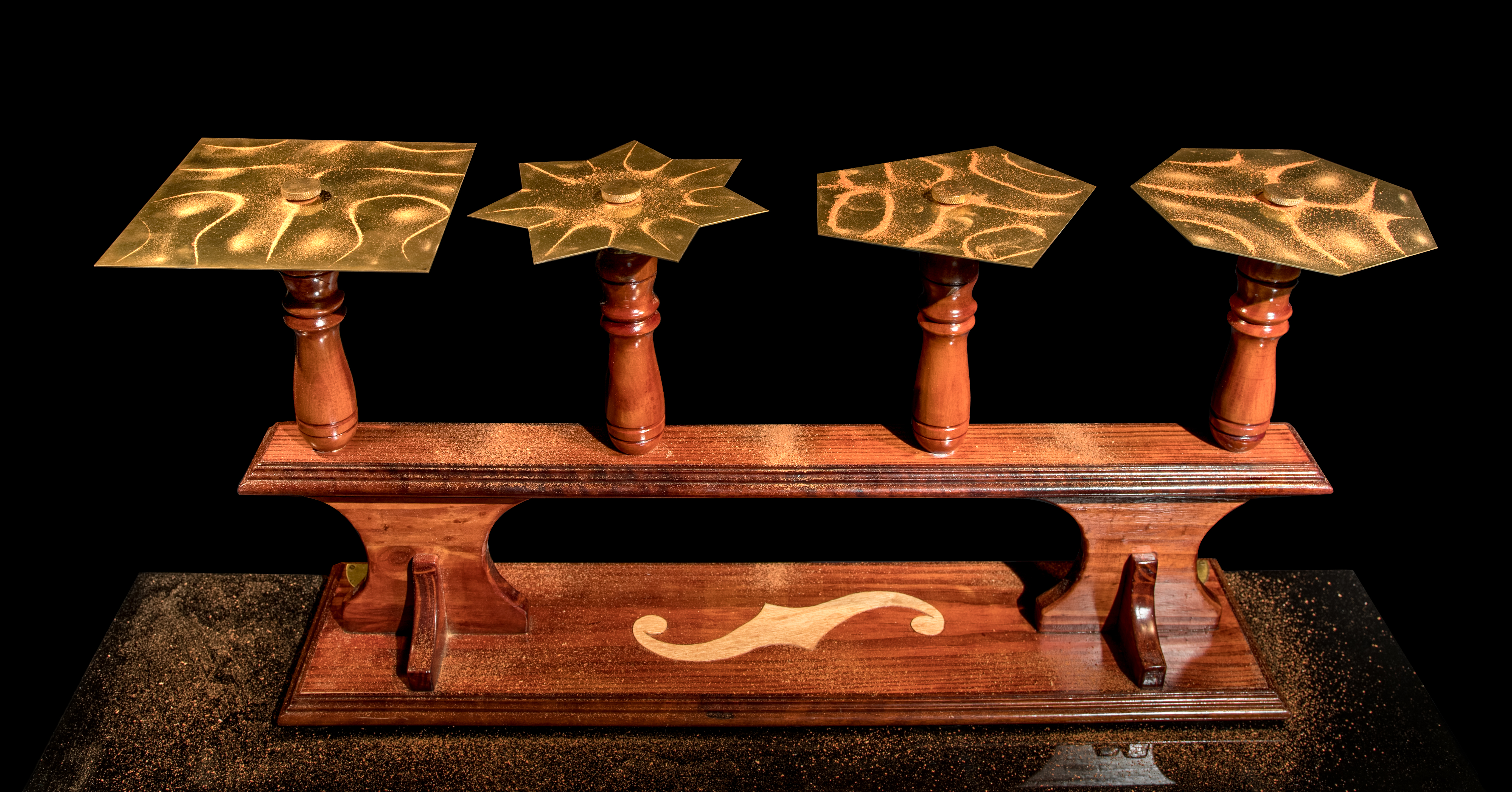
Chladnische Klangfiguren für Platten

Beispiele für Chladnische Klangfiguren für quadratische Platten. Aus E. F. F. Chladni: Die Akustik

Chladni-Moden einer Gitarrendecke (oder eines Gitarrenbodens)

Chladnische Klangfiguren sind Muster, die auf einer mit Sand bestreuten dünnen Platte (am besten aus Metall) entstehen, wenn diese in Schwingungen versetzt wird. Dieses geschieht, indem die Platte an einer Kante mit einem Geigenbogen bestrichen oder einer schwingenden Stimmgabel berührt wird.
Infolge von Eigenresonanzen beginnt die Platte mit einer ihrer Moden zu schwingen. Der Sand wird beim Tönen der Platte von den vibrierenden Partien lokal weggeschleudert und wandert zu den Stellen, an denen keine oder schwächere Schwingung auftritt. Auf diese Weise werden die Knotenlinien stehender Wellen sichtbar, die sich auf der Platte ausbilden.

## Namensgeber
Chladnische Klangfiguren sind benannt nach Ernst Florens Friedrich Chladni, der 1787 die Schrift Entdeckungen über die Theorie des Klanges veröffentlichte, in der er Klangfiguren darstellt und beschreibt, wie man sie erzeugen kann.
Die Menschen waren von den Mustern so sehr fasziniert, dass Chladni seinen Lebensunterhalt mit dem Auftreten als Lehrer und Referent über seine Figuren verdienen konnte und selbst Napoleon sagte: „Dieser Mann macht die Töne sichtbar.“

## Geschichte
Nachdem Chladni die Klangfiguren auf Reisen durch Europa um 1800 bekannt gemacht hatte, beschrieben Mathematiker die Schwingungen elastischer dünner Platten. Es begann zwischen 1811 und 1815 durch Sophie Germain mit fehlerhaften Randbedingungen. An dem Ausbau einer Theorie beteiligten sich unter anderem die Physiker Charles Wheatstone 1833, Gustav Kirchhoff 1850, Woldemar Voigt 1893, Lord Rayleigh 1894 sowie Walter Ritz 1909, der auch Mathematiker war.

### Tonograph
Auf diesen Erkenntnissen aufbauend, konstruierte der amerikanische Gelehrte Henry Holbrook Curtis nach 1885 den Tonographen, mit dem diese Klangmuster fotografisch festgehalten werden konnten. Der Apparat bestand aus einer metallischen Röhre, die nach Art eines Hornes aufwärts gebogen war und oben einen Schalltrichter trug, auf dem eine Membran gespannt war. Auf dieser wurde ein feines Gemisch von Salz und Schmirgel aufgebracht und gleichmäßig in der Größe eines Kronenstückes ausgebreitet. Wenn nun Töne in die Röhre hineingesungen wurden, bildete das pulvrige Gemisch die chladnischen Figuren, die mittels fotografischer Technik festgehalten wurden.
In einer im Jahre 1897 erschienenen Aussendung des Patentbüros J. Fischer in Wien hieß es: „Die Bilder können als Modelle für Gesangsübungen dienen, die der Schüler, der in einen gleichgestalteten Apparat singt, durch Bringen desselben Tones, zu erreichen streben muss.“

## Anwendung
Im Musikinstrumentenbau wird vereinzelt auf diese Methode zurückgegriffen. Dabei wird beispielsweise die Gitarren- oder Geigendecke von einem Lautsprecher angeregt, der mit einem Frequenzgenerator verbunden ist. Die Platte muss freischwingend gelagert sein. Um später ein optimales Schwingungsverhalten der Decke zu erreichen, muss die Mode (Form des Sandgebildes), die der jeweiligen Frequenz zugeordnet ist, möglichst erreicht werden (siehe Abbildung).
| Chladnische Klangfigur |
| ---------------------- |
|                        |
|                        |
|                        |
|                        |
|                        |
|                        |

## Mathematisches Modell
Schwingende Platten lassen sich nach der Kirchhoffschen Plattentheorie mit einer biharmonischen Schwingungsgleichung beschreiben. Hierbei wird im Gegensatz zum d'Alembert-Operator der Laplace-Operator doppelt angewendet. Durch Zeitreduktion lassen sich die Eigenschwingungen oder Moden der Platte berechnen.
Im Folgenden ist die partielle Differentialgleichung der freien Schwingung, also ohne Anregung, dargestellt:
{\displaystyle \Delta ^{2}u+{\frac {\rho d}{D}}{\frac {\partial ^{2}u}{\partial t^{2}}}=0\quad \rightarrow \quad \Delta ^{2}U-{\frac {\rho d\omega ^{2}}{D}}U=0}
Hierbei ist
- {\displaystyle \rho } die Materialdichte,
- {\displaystyle \omega } die Frequenz,
- {\displaystyle d} die Dicke der Platte,
- und {\displaystyle D} die Biegefestigkeit der Platte.

Da diese Differentialgleichung in Bezug auf eine physikalische Lösung noch nicht genügt, müssen die Randbedingungen richtig gewählt werden.
Eine Gleichung dieser Form hatte auch Sophie Germain vorgelegt, jedoch scheiterte sie daran, die richtigen Randbedingungen festzulegen.